# アモルファス半導体
アモルファス半導体（アモルファスはんどうたい、amorphous semiconductor）とは、非晶質状態の半導体である。非晶質半導体 (non‐crystalline semiconductor) とも言う。結晶状態の半導体とは種々の物性が大きく異なるのを利用して、受光素子などへの応用が行われている。

## 性質
結晶状態の半導体においては通常、原子の作り出す周期的ポテンシャルによって電子のエネルギー準位がバンド構造を取り、価電子帯、伝導帯および禁制帯などの区別が明確に形成される。これに対し非晶質の半導体においては、原子配列がランダムになるためにバンド端がはっきりしなくなる。
また結晶状態では結晶全体に拡がっている波動関数が空間的に局在（アンダーソン局在）を起こして伝導特性に種々の影響を及ぼす。短距離的な秩序はある程度保たれるので価電子帯や伝導帯は存在すると考えて良いが、局在のために価電子帯の上や伝導帯の下（つまり本来の禁制帯中）に移動度の小さい裾準位が生じる。
またダングリングボンドによってフェルミ準位付近に多数の準位が形成される。このため光学的なエネルギーギャップと電気的なエネルギーギャップに違いが生じ、光学的には局在準位から局在準位への遷移が可能になり、電気的なエネルギーギャップよりもみかけのギャップが小さくなる。また結晶のランダム性により、電子がフォノンを介さずに遷移する確率が増え、光吸収係数が上がるなどの光学的特性上の変化も起こす。

## 材料と応用例
- アモルファスシリコン…バンドギャップや光吸収係数の増大
  - 薄膜トランジスタ(TFT)
  - 太陽電池
- アモルファスAs2S3
- セレン
- アモルファスAs-S-Te-Ge
- カルコゲン化物系アモルファス半導体…スイッチ特性、メモリ特性